# Escola Técnica Estadual Adolpho Bloch
A Escola Técnica Estadual Adolpho Bloch é uma escola técnica da cidade do Rio de Janeiro mantida pela Fundação de Apoio à Escola Técnica. A escola oferece ensino médio regular, ensino médio integrado a curso técnico, curso técnico regular e especialização técnica. A instituição está localizada no bairro do Maracanã, no Rio de Janeiro, e funciona nos turnos da manhã, tarde e noite, de segunda à sábado.
É uma das três unidades da rede localizada na região do Maracanã, junto ao ISERJ e à ETEFV.
A escola recebe o nome de Adolpho Bloch, um dos mais importantes empresários da imprensa e televisão brasileira.

## História
A escola foi fundada em 1998 na gestão do então governador do estado Marcello Alencar. Enquanto outras instituições mantidas pela FAETEC, como ISERJ e ETEHL, que faziam parte da estrutura da Secretaria de Estado de Educação (SEEDUC-RJ), a ETEAB foi construída "do zero".

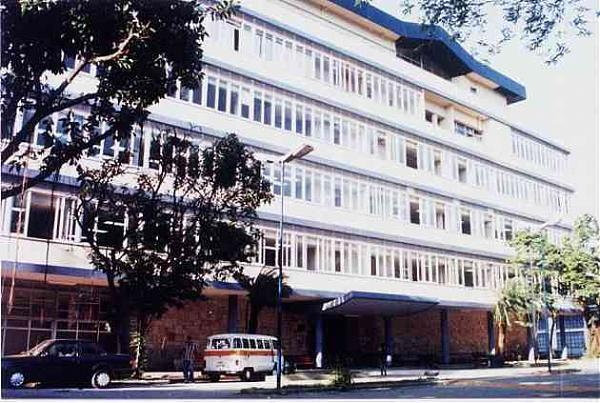
Prédio da escola logo após a inauguração, em 1998

## Ensino
- Ensino Médio
- Técnico em Administração
- Técnico em Guia de Turismo
- Técnico em Dança
- Técnico em Eventos
- Técnico em Hospedagem
- Técnico em Produção de Áudio e Vídeo
- Técnico em Publicidade

## Referencias
1. ↑  «ETE Adolpho Bloch - OFICIAL.». www.facebook.com. Consultado em 29 de junho de 2020
2. ↑  «Decreto Estadual». alerjln1.alerj.rj.gov.br. Consultado em 29 de junho de 2020